# إم تي إن سوريا
إم تي أن سوريا أو MTN-Syria هي إحدى شركتي الاتصالات الخلوية في سوريا إلى جانب شركة سيرياتل ، كانت تعرف سابقاً باسم العلامة التجارية "94″ ثم "أريبا"، تقدم خدمات "جي أس أم" GSM وخدمات الجيل الثالث والجيل الرابع والإنترنت.
تم إطلاق العلامة التجارية لـ MTN في سورية في العام 2007 بعد اندماج مجموعة تيلي إنفست المالكة مع مجموعة MTN العالمية للاتصالات ومقرها في جوهانسبورغ، جنوب أفريقيا.
يقع المقر الرئيسي لشركة MTN في دمشق ويبلغ عدد الموظفين نحو 1280 موظف (أكتوبر 2012).

## انفصالها عن مجموعة MTN العالمية
في مطلع شهر آب سنة 2020، أعلن المدير العام التنفيذي لمجموعة "MTN" العالمية، روب شوتر، اتخاذ الشركة قرارا بالخروج من منطقة الشرق الأوسط، التي تشغل فيها المجموعة شبكات خلوي في كل من سورية واليمن والسودان وإيران وأفغانستان.
وقالت (إم تي أن سوريا) في بيان صحفي أن قرار الشركة الأم لن يؤثر على عمل الشركة السورية واستمراريتها وموظفيها والتزاماتها اتجاه المجتمع السوري والمشتركين.
وأكدت الشركة أنه في حال «تم التوصل لأي اتفاق محتمل فسوف يتم الإعلان عنه بالشكل الذي يتماشى مع الأنظمة والقوانين المرعية في الجمهورية العربية السورية»، وذلك لاحقًا لكلام «شوتر» خلال مؤتمر صحفي عقده يوم الخميس 6 آب 2020، وألمح فيه إلى أن مجموعة (MTN) العالمية تنوي بيع حصتها في «سوريا» والتي تبلغ 75% إلى شركة «تيلي إنفست» التي تمتلك حصة 25% من الشركة نفسها.
تم فرض الحراسة القضائية على الشركة في 25 فبراير 2021 من قبل محكمة القضاء الإداري - الدائرة الرابعة. قامت المحكمة بتسمية شركة “تيلي إنفست ليمتد” حارس قضائي عليها. تم تعيين محمد وسيم رسلان الشطه كمدير تنفيذي للشركة

## معلومات عن شركة MTN (بحسب تقرير سنة 2018)[8]
| عدد الموظفين           | 1,023             |
| الحصة من السوق المحلية | 35.7%             |
| الشبكات                | 2G، 3G، 3.5G، LTE |

## وصلات خارجية
- مجموعة MTN